# Палмер (Іллінойс)
Палмер (англ. Palmer) — селище (англ. village) в США, в окрузі Крістіан штату Іллінойс. Населення — 216 осіб (2020).

## Географія
Палмер розташований за координатами 39°27′31″ пн. ш. 89°24′29″ зх. д. / 39.45861° пн. ш. 89.40806° зх. д. (39.458677, -89.407923).  За даними Бюро перепису населення США в 2010 році селище мало площу 2,58 км², уся площа — суходіл.

## Демографія
Згідно з переписом 2010 року, у селищі мешкало 229 осіб у 80 домогосподарствах у складі 63 родин. Густота населення становила 89 осіб/км².  Було 99 помешкань (38/км²).
Расовий склад населення:
| - 99,1 % — білих |

До двох чи більше рас належало 0,9 %. Частка іспаномовних становила 0,4 % від усіх жителів.
За віковим діапазоном населення розподілялося таким чином: 26,2 % — особи молодші 18 років, 57,2 % — особи у віці 18—64 років, 16,6 % — особи у віці 65 років та старші. Медіана віку мешканця становила 38,9 року. На 100 осіб жіночої статі у селищі припадало 95,7 чоловіків;  на 100 жінок у віці від 18 років та старших — 92,0 чоловіків також старших 18 років.
Середній дохід на одне домашнє господарство  становив 56 597 доларів США (медіана — 46 875), а середній дохід на одну сім'ю — 63 795 доларів (медіана — 56 875). Медіана доходів становила 51 667 доларів для чоловіків та 41 250 доларів для жінок. За межею бідності перебувало 8,1 % осіб, у тому числі 0,0 % дітей у віці до 18 років та 10,0 % осіб у віці 65 років та старших.
Цивільне працевлаштоване населення становило 59 осіб. Основні галузі зайнятості: освіта, охорона здоров'я та соціальна допомога — 23,7 %, сільське господарство, лісництво, риболовля — 18,6 %, публічна адміністрація — 15,3 %.